# Jim Parker
James Mavin "Jim" Parker, född 18 december 1934 i Hartlepool, County Durham, död 28 juli 2023, var en brittisk kompositör och musiker. Han vann vid fyra tillfällen British Academy Award for Best Original Television Music och skrev mer än ett hundratal succémelodier för olika TV-program. Parker komponerade musiken till bland annat filmatiseringen av Moll Flanders, Tom Jones, Morden i Midsomer och Huset Eliott.
Efter framgångsrik utbildning vid Guildhall School of Music spelade Parker med ledande London-orkestrar och kammargrupper, för att senare koncentrera sig på komposition och dirigering. Han skrev musik för ett flertal grupper, däribland Nash Ensemble, Philip Jones Brass och The Hilliard Ensemble.
Parker mottog en hedersutnämning från Guildhall School of Music and Drama.